# Georg Tappert
Georg Tappert (Berlín, 20 de octubre de 1880 - ídem, 16 de noviembre de 1957) fue un pintor expresionista alemán. En 1910 fue fundador con Emil Nolde y Max Pechstein de la Nueva Secesión berlinesa.
Con sus imágenes de cantantes de cabaret, artistas exóticas y personas de la calle, Tappert fue uno de los primeros artistas que descubrió el gran mundo del entretenimiento de la ciudad como tema. También adquirió una excelente reputación como profesor en la Universidad Pedagógica de Bellas Artes de Berlín.

## Biografía
Tappert creció como el hijo de un sastre en la Friedrichstrasse, la antigua zona de ocio de Berlín. Estudió de 1900 a 1903 en la Academia de Bellas Artes de Karlsruhe (Großherzoglich Badischen Akademie der Bildenden Künste). En 1905 regresó a Berlín como artista independiente y tuvo su primera exposición individual en la galería de Paul Cassirer. De 1906 a 1909 residió en la colonia de artistas de Worpswede, y luego fue a una escuela privada de arte cuyo alumno más famoso era Wilhelm Morgner. En ese tiempo recibió la influencia de Paula Modersohn-Becker, así como el arte moderno francés. En Worpswede pintó bodegones, paisajes y retratos.
De nuevo en Berlín en 1910, sus obras fueron rechazadas por el jurado de la Secesión de Berlín, hecho que motivó la creación de la Nueva Secesión berlinesa, con Emil Nolde y Max Pechstein. Tappert fue su segundo presidente y principal organizador. Durante este período, hasta la Primera Guerra Mundial, Tappert desarrolló grandes obras expresionistas: imágenes de mujeres, bailarinas, retratos y desnudos de su modelo preferida, Betty. Además de la pintura, se dedicó intensamente a las técnicas gráficas en madera y linóleo, la litografía y el grabado. En 1912 tuvo representación con cuatro pinturas de gran formato en la Exposición de la Internationalen Sonderbundausstellung en Colonia, y en la segunda exposición del Blaue Reiter en Múnich. En 1913 se convirtió en profesor de la Real Escuela de Arte de Berlín y en la escuela de arte privada Berlin-Wilmersdorfer Kunstschule.
Desde 1916 recibió la influencia del cubismo, el futurismo y el orfismo. En 1918 fue uno de los fundadores del Novembergruppe (Grupo de noviembre) y del grupo Arbeitsrat für Kunst. Siguió dando clases, y en 1921 recibió la cátedra. En las décadas de 1920 y 1930, se dedicó principalmente a las mujeres de cafés, espectáculos de variedades, cabaret y circo, así como desnudos y retratos en un estilo realista muy rico y expresivo. Durante ese tiempo la huella pictórica pierde sentido para él, mientras que cobró gran importancia el dibujo. 
En 1933 fue nombrado artista degenerado por los nazis, siendo despedido de su puesto de enseñanza. En 1945 se reconstruyó en nombre de las fuerzas de ocupación la Academia de Educación Artística de Berlín, bajo la dirección de Karl Hofer, volviendo a su puesto docente. En 1953 fue galardonado en reconocimiento a su labor educativa con la Orden del Mérito de la República Federal de Alemania.